# Iliryzm
Iliryzm (chorw. Ilirski pokret) – ruch kulturowy i polityczny w latach 30. i 40. XIX w., mający na celu dążenie do zjednoczenia południowych Słowian bez względu na granice państwowe i administracyjne, skupiający głównie działaczy chorwackich, ale także słoweńskich i serbskich.

## Geneza
Początki ruchu iliryjskiego można datować na początek lat 30. XIX w., jednak jego korzeni można szukać we wcześniejszym dziesięcioleciu. Samą nazwę, nawiązującą do starożytnej Ilirii, ruch zawdzięcza Napoleonowi, który w 1809 z ziem zajętych na mocy pokoju w Preszburgu, pokoju w Schönbrunnie oraz zlikwidowanej w międzyczasie Republiki Dubrownickiej utworzył tzw. „Prowincje Iliryjskie”, stanowiące część Cesarstwa Francuzów (obejmowały one Dalmację, Chorwację właściwą pomiędzy Adriatykiem a Sawą oraz większość dzisiejszej Słowenii). Wówczas to wprowadzono do szkół ludowych język „iliryjski”, zaczęły także pojawiać się pierwsze publikacje w tym języku.
Po klęsce Napoleona i powrocie Prowincji w granice monarchii Habsburgów wszelkie reformy marszałka Marmonta cofnięto. I choć ludność „Prowincji” niechętna była reformom francuskim, kurs germanizacyjny władz wiedeńskich zaczął na ziemiach południowosłowiańskich w granicach Austrii budzić niechęć. Gdy do Wiednia dołączyli się Węgrzy, którzy zażądali wprowadzenia języka węgierskiego jako urzędowego w całej Koronie św. Stefana (obejmującej również Chorwację), jako reakcja na te żądania pojawił się wśród działaczy chorwackich ruch iliryjski.
Inspiracją dla pierwszych ilirystów była historiozofia niemieckiego romantyka Johanna Gotfryda Herdera, twórcy teorii „ducha narodów”, który podkreślając znaczenie narodowej tożsamości i języka narodowego, szczególnie doceniał Słowian, których przeznaczał do wypełnienia szczególnej misji dziejowej. Zainspirował on wielu działaczy słowiańskich (m.in. Słoweńca Jerneja Kopitara oraz Słowaków Jána Kollára i Pavla Šafárika), w tym prekursorów panslawizmu oraz – pośrednio – ilirystów.
Pierwszych prekursorów iliryzmu można szukać już w drugim dziesięcioleciu XIX w., zarówno w samej Chorwacji (Antoni Mihanović), jak i wśród studentów chorwackich w Austrii i na Węgrzech (Djuro Šporer). W 1823 Šporer wydał „Almanah Ilirski”, w którym rzucił hasło kodyfikacji i ujednolicenia „narzeczy” południowosłowiańskich. Wkrótce potem działalność rozpoczął najwybitniejszy spośród ilirystów i faktyczny twórca tego ruchu Ljudevit Gaj. Po kilku latach prac, zainspirowany szczególnie przez znanych mu osobiście Kollára i Šafárika, w 1830 wydał w Budzie dziełko „Kratka osnova horvatsko-slavenskoga prevopisanja”, w którym przekonywał do prac nad dialektem sztokawskim jako podstawą wspólnego języka literackiego narodów południowosłowiańskich (a także do przyjęcia w pisowni czeskich znaków diakrytycznych).

## Rozkwit
Wkrótce po 1830 Gaj przybył do Zagrzebia, gdzie zaczął propagować iliryzm zdobywając coraz szersze grono zwolenników wśród inteligencji. W 1832 idee iliryjskie zebrał i wydał w broszurze „Disertacija ili razgovor darovan gospodi poklisarom...” Janko Drašković. Wyrażony był w niej program polityczny ilirystów, którzy nawoływali do zjednoczenia całego narodu iliryjskiego (wszystkich Słowian południowych, nie tylko tych pozostających pod panowaniem austriackim, ale też i tureckim, łącznie z Bułgarią i Albanią) i ich autonomicznego uczestnictwa w Koronie św. Stefana pod berłem Habsburgów. Drašković nawoływał również do budowy i rozpowszechniania południowosłowiańskiego języka literackiego na bazie dialektu sztokawskiego (w którym broszura została napisana) oraz rozwoju oświaty.

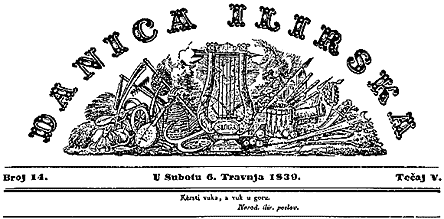
Nagłówek literackiego dodatku do gazety „Ilirske Novine”

Z początkiem 1835, za przyzwoleniem Wiednia obawiającego się żądań węgierskich, ukazał się pierwszy numer pisma iliryjskiego „Novine Hrvatske”, które w roku następnym zmieniło tytuł na „Ilirske Novine”. Służyło ono nie tylko dla głoszenia idei iliryjskich, ale także do upowszechniania dialektu sztokawskiego i czeskiej diakrytyki, które stopniowo wprowadzano zarówno do publicystyki, jak i do dodatku literackiego. Wkrótce potem powstały w Zagrzebiu drukarnia i czytelnia iliryjskie, a także teatr. W 1842 została otwarta Matica ilirska (Macierz Iliryjska), jedna z wielu tego typu organizacji w krajach słowiańskich monarchii habsburskiej. Matica prowadziła działalność wydawniczą i oświatową na szeroką skalę, co skutkowało powiększaniem kręgu oddziaływania iliryzmu i rosnącym tempem zdobywania przezeń popularności wśród Chorwatów. Wkrótce powstały muzeum narodowe oraz iliryjskie towarzystwo rolnicze, a czytelnie i towarzystwa tworzono także poza Zagrzebiem. Dialekt sztokawski zdobywał pozycję języka literackiego.
Ivan Kukuljević Sakcinski, który stopniowo przejmował przywódczą rolę w ruchu iliryjskim, przeniósł go na arenę polityczną tworząc w 1841 – w odpowiedzi na kolejną próbę wprowadzenia w Chorwacji węgierskiego języka urzędowego – Iliryjską Partię Narodową (Ilirska Narodna Stranka). W 1843 Kukuljević po raz pierwszy przemówił w saborze chorwackim w języku chorwackim żądając uznania go za urzędowy w Chorwacji.

## Schyłek
W tym samym okresie zaczęły się jednak pojawiać także negatywne tendencje w odniesieniu do iliryzmu. Zaczęła przeciwko niemu organizować się opozycja madziarońska (grupująca się głównie ze szlachty chorwackiej opowiadającej się za bliską współpracą z Węgrami), która oskarżała ilirystów m.in. o panslawizm (w 1840 Gaj wyjechał do Rosji w poszukiwaniu źródeł finansowania ruchu, co zresztą nieco zdyskredytowało go także w oczach samych ilirystów). Opozycja doprowadziła do tego, że w 1843 Wiedeń wydał zakaz używania słowa „iliryjski” i wprowadził cenzurę (udało się ten zakaz wkrótce uchylić dzięki kontaktowi Gaja z Węgrami, co jednak nie pomogło mu w odbudowie jego pozycji w ruchu). W 1843 Węgrzy ponownie podjęli próbę wprowadzenia języka węgierskiego jako urzędowego – konflikt narastał, dochodziło do zamieszek, podczas jednych z nich, 29 lipca 1845 zginęło kilkanaście osób.
W latach 40. (zwłaszcza w drugiej ich połowie) także coraz wyraźniej uwidaczniało się chorwackie oblicze ruchu iliryjskiego. Jeszcze w 1842 Ljudevit Vukotinović pisał o południowosłowiańskim narodzie iliryjskim, ale coraz częściej działacze ruchu zdawali sobie sprawę z niemożności realizacji tej idei. Coraz silniejsze stawały się narodowe aspiracje każdego z narodów południowo-słowiańskich, a iliryzm nie dawał im ram, w których te tendencje mogłyby się rozwijać. Szczególne znaczenie miał tutaj intensywny rozwój narodowej tożsamości Serbów, ukształtowanej w toku bojów z Turkami i znajdującej odzwierciedlenie w autonomii, jaką uzyskali – Serbowie obawiali się także dominacji Chorwatów w ruchu iliryjskim. Zatem idea jednego narodu iliryjskiego i kilku (chorwackiego, serbskiego, słoweńskiego itd.) „plemion” powoli zanikała, coraz częściej pod sztandarem iliryjskim prezentowano zaś narodowe roszczenia chorwackie.
Podczas Wiosny Ludów działacze iliryjscy, zniechęceni brakiem koncesji dla Chorwacji od Wiednia za ich poparcie i udział w walce z rewolucją węgierską, stopniowo odsuwali się od bana Josipa Jelačicia (początkowo popularnego wśród ilirystów, jednak lojalnego wobec cesarza). Dekada reakcji, która nastąpiła po Wiośnie Ludów, skierowanej także przeciwko Chorwatom, którzy w krytycznym momencie pozostali przecież lokalni wobec władzy centralnej, jeszcze bardziej zniechęciła opozycję do Wiednia. Jelačić zlikwidował pisma opozycyjne, przestał zbierać się sabor, a iliryzm – upatrujący przyszłości Słowian południowych w związku z Austrią (podobnie jak późniejszy austroslawizm) – ostatecznie upadał. Iliryści przechodzili na pozycje lojalistyczne (Gaj) albo zajmowali się nauką (w 1850 Kukuljević-Sakcinski założył towarzystwo historyczne – Društvo za povjestnicu jugoslavensku). Trwała też Matica, wokół której grupowało się wielu działaczy narodowych. Ich aktywność ograniczała jednak cenzura.

## Spuścizna
Instytucje narodowe powstałe w okresie iliryzmu i wykształcona wówczas inteligencja dały po upadku rządów Bacha zaczątek rozwojowi ruchu jugosłowiańskiego, naturalnego następcy iliryzmu, oraz narodowego ruchu chorwackiego. Ich działalność padała na podatny grunt, ponieważ ruch iliryjski położył solidne podwaliny pod rozbudzenie świadomości narodu chorwackiego. Wymiernymi efektami działań ilirystów było przede wszystkim wprowadzenie nauczania w języku „iliryjskim” w szkołach ludowych Chorwacji, a także uformowanie języka literackiego na bazie dialektu sztokawskiego, mało dotąd popularnego w Chorwacji, co zbliżyło mocno do Chorwatów używającą tego dialektu ludność katolicką ze Slawonii, Dalmacji czy Bośni i stworzyło podstawy późniejszego języka serbsko-chorwackiego.

## Główni przedstawiciele
- Dimitrije Demeter
- Janko Drašković
- Ljudevit Gaj
- Ivan Kukuljević Sakcinski
- Vatroslav Lisinski
- Ivan Mažuranić
- Matija Mažuranić
- Antun Mihanović
- Antun Nemčić
- Petar Preradović
- Joakim Rakovac
- Josif Runjanin
- Stanko Vraz
- Ljudevit Vukotinović

## Wybrana literatura
- Chlebowczyk J., Procesy narodowotwórcze we wschodniej Europie środkowej w dobie kapitalizmu (od schyłku XVIII do początku XX w.), Warszawa-Kraków 1975, s. 103–109;
- Felczak W., Wasilewski T., Historia Jugosławii, Wrocław-Warszawa-Kraków-Gdańsk-Łódź 1985, s. 275, 295–297, 332–334, 344–346;
- Gajsler J.F., Przeszłość Chorwatów, Warszawa 1908, cz. II, s. 125–140;
- Giza A., Idea jugoslawizmu w latach 1800–1918, Szczecin 1992 (Rozprawy i studia Uniwersytetu Szczecińskiego, t. 109), s. 55–63;
- Giza A., Narodowe i polityczne dążenia Chorwatów w XIX i na początku XX wieku, Szczecin 2001 (Uniwersytet Szczeciński. Rozprawy i studia, t. 385), s. 51–69;
- Grabowski B., Matica chorwacka i ruch literacki w Chorwacyi, [w:] „Ateneum. Pismo Naukowe i Literackie”, 1880, t. I, s. 260–266;
- Kann R., Das Nationalitätenproblem der Habsburgermonarchie. Geschichte und Ideengehalt der nationalen Bestrebungen von Vormärz bis zur Auflösung des Reiches im Jahre 1918, Bd. 1: Das Reich und die Völker, Graz 1964, s. 246–254;
- Kessler W., Politik, Kultur und Gesellschaft in Kroatien und Slawonien in der ersten Hälfte des 19. Jahrhunderts. Historiographie und Grundlagen, München 1981 (Südosteuropäische Arbeiten, Bd. 77), s. 166–172;
- L.W., Z życia politycznego narodu chorwackiego, [w:] „Nowa Reforma”, 1895, nr 267, 269, 270, 273, 283;
- Nitowski J., Odrodzenie Chorwacyi, [w:] „Ateneum. Pismo Naukowe i Literackie”, 1891, t. I, s. 96–127;
- Pogonowski J., Iliryzm i Słowiańszczyzna (Studja nad odrodzeniem chorwackiem), Lwów 1924, s. 22–23, 34, 81–103;
- Skowronek J., Tanty M., Wasilewski T., Historia Słowian południowych i zachodnich, Warszawa 1977, s. 234–239, 304–310, 329–336, 435–436;
- Wereszycki H., Pod berłem Habsburgów. Zagadnienia narodowościowe, Kraków 1975, s. 45–46, 78–82, 152–153;
- Zdziechowski M., Odrodzenie Chorwacyi w wieku XIX, Kraków 1902, s. 30–34 50-56.